# Alfons Vidal-Quadras i Rosales
Alfons Vidal-Quadras i Rosales   (4 de gener de 1930 - 17 de juliol de 2007) fou un atleta català especialitzat llançaments, considerat un dels millors llançadors de la història de l'atletisme català i espanyol.

## Biografia
Començà a entrenar-se a la Residència Blume l'any 1952. Desenvolupà la seva carrera al CN Barcelona. Es proclamà campió de Catalunya a l'aire lliure en 22 ocasions, dotze en llançament de pes i deu en llançament de disc. També fou quatre cops campió en llançament de pes en pista coberta. També guanyà cinc campionats d'Espanya en pes i dos més en disc. Fou 43 cops internacional absolut amb Espanya, i guanyà la medalla de bronze en pes en els Jocs Iberoamericans de 1960.
Va superar divuit vegades el rècord català de llançament de pes i deu cops el de disc, i establí catorze plusmarques d'Espanya de pes. Fou l'encarregat de llegir el jurament olímpic en nom dels participants en els Jocs del Mediterrani de 1955 a Barcelona. Va rebre distincions com la medalla de bronze de la Ciutat de Barcelona i de la Diputació de Barcelona al millor esportista, i la medalla com a Forjador de la Història Esportiva de Catalunya l'any 1987.

## Palmarès
Campió de Catalunya
- Llançament de pes: 1954, 1955, 1956, 1958, 1959, 1960, 1961, 1963, 1964, 1965, 1966, 1967
- Llançament de disc: 1953, 1954, 1955, 1956, 1957, 1958, 1959, 1963, 1964, 1966
- Llançament de pes (pista coberta): 1968, 1969, 1970, 1972

Campió d'Espanya
- Llançament de pes: 1957, 1958, 1959, 1960, 1962
- Llançament de disc: 1957, 1964